# Anick
Anick är en ort i civil parish Sandhoe, i grevskapet Northumberland i England. Orten är belägen 2 km från Hexham. Anick var en civil parish 1866–1887 när det uppgick i Sandhoe. Civil parish hade 153 invånare år 1881.